# Flavius Arbogastes
Flavius Arbogastes eller Arbogast, död 6 september 394 var en romersk general med frankiskt ursprung.

## Biografi
Arbogastes var en fältherre; Magister militum av frankisk börd i romersk tjänst. År 381 blev han av kejsar Gratianus sänd med en hjälphär till Theodosius I, och 388 återerövrade han Gallien från motkejsaren Maximus. Arbogastes ställdes sedan av Teodosius vid kejsar Valentinianus II:s sida som dennes förnämste rådgivare och blev snart genom sitt stora inflytande inom hären alenarådande. 
Valentinianus ämnade till sist söka sig undan från Arbogastes välde genom att från Gallien bege sig till de östromerska riksdelarna, men han hindrades av Arbogastes och fanns kort därefter hängande död i sitt palats i Vienne 392. Sannolikt hade han i känslan av sin vanmakt begått självmord. Många trodde emellertid, att han på anstiftan av Arbogastes blivit mördad. 
Arbogastes, som genom sin börd hindrades att själv anta kejsarmanteln, uppsatte en skuggkejsare, grammatikern Eugenius, och bemäktigade sig även Italien. 394 inryckte Teodosius från rikets östra delar och slog Arbogastes i tvådagarsslaget vid floden Frigidus nära Aquileja. Eugenius tillfångatogs och avrättades medan Arbogastes undkom. Efter några dagars kringirrande störtade han sig i förtvivlan på sitt svärd.